# Знак резервиста (ННА)
Знак резервиста Национальной народной армии (нем. Reservistenabzeichen der Nationalen Volksarmee) — ведомственная награда в ГДР для резервистов ННА.

## История
Знак резервиста Национальной народной армии (ННА) учреждён начальником Центрального штаба 5 ноября 1965. Вручался всем военнослужащим ННА, которые оставляли свою действительную службу и зачислялись в резерв. Это также способствовало чувству единения ушедших солдат. Первые награждения состоялись по случаю 10-летия ННА — 1 марта 1966.
В немецкоязычных странах степени, разряды, классы обозначаются от низших до высших по порядку возрастания номера. Третий разряд это высший разряд воинской квалификации, первый — низший. Единица — лучшая оценка в школе.

## Разряды
- В бронзе 1-го разряда: с выслугой от 18 месяцев до 2 лет службы.
- В серебре 2-го разряда: с выслугой от 2-х до 10 лет.
- В золоте 3-ого разряда: с выслугой более 10 лет.